# Храмовый комплекс в Чиркино

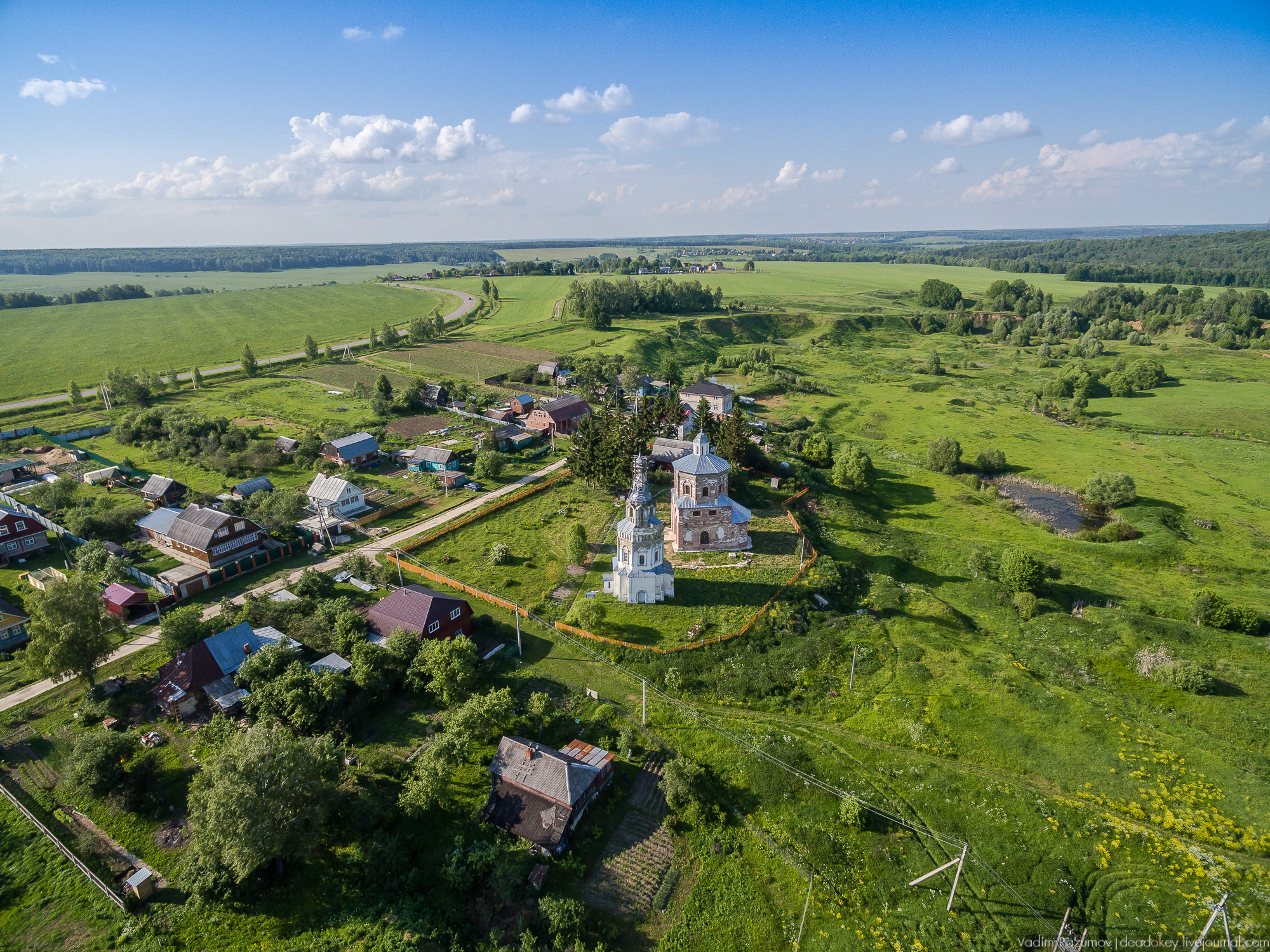
Общий вид на храмы и деревню

Храмовый комплекс в Чиркино — ансамбль из двух церквей в деревне Чиркино в городском округе Ступино Московской области.

## История
В Чиркине находятся два старинных действующих храма:
- Покровский[1], постройки начала XVI века (1514, в конце XVII века надстроен)[2] — памятник архитектуры федерального значения[3], один из старейших храмов Южного Подмосковья.
- Васильевский[4], конца XVII века, построенный Василием Шереметевым, и ставший впоследствии усыпальницей боярина Василия Шереметева[5] — также федеральный памятник[6].

С XVI века по 1917 год усадьбой владели Шереметевы. Храмы пережили Октябрьскую революцию, но были закрыты и разорены в 1930-е годы — времена советского гонения на церковь. Долгие годы находились в заброшенном состоянии, разрушаясь. Только после распада СССР, в 1993 году, оба храма вернули верующим и начались восстановительные работы. По состоянию на август 2021 года обе церкви были отремонтированы. Рядом с храмовым комплексом находится источник иконы Божией Матери «Всех Скорбящих Радость». Настоятелем обеих храмов является иеромонах Илия (Киреев).
Оба храма стали объектом культурного наследия федерального значения (ранее памятником истории и культуры республиканского значения) храм стал согласно Постановлению Совета министров РСФСР от 30.08.1960 г. № 1327 и Указу Президента России от 20.02.1995 г. № 176.

### Церковь Покрова Пресвятой Богородицы
Кирпичная Покровская церковь была построена в первой половине XVI века в родовой вотчине бояр Шереметевых. Верх храма был перестроен в конце XVII века на средства В. Б. Шереметева. После этой реконструкции бесстолпный трехапсидный храм архитектурно представлял собой тип восьмерик на четверике с внешним убранством восьмерика в стиле московского барокко. Апсиды и четверик на две трети своей высоты сохранились от постройки XVI века. В XVI веке храм имел три придела. К концу XIX века имел два придела: Петропавловский и Никольский

### Церковь Василия Великого
Кирпичная Васильевская церковь была построена в конце XVII века В. Б. Шереметевым в качестве родовой усыпальницы. Ярусный столпообразный храм архитектурно представляет собой храма-колокольни периода расцвета московского барокко. Крестчатое основание церкви несет три убывающих кверху восьмерика. Во втором восьмерике, окруженном первоначально открытой галереей, висели колокола. На галерею вела внутристенная лестница. Впоследствии галерея была закрыта кровлей.
Ремонтом Васильевской церкви в конце XIX века занимался архитектор Н. В. Султанов.